# Vickers (mitraljez)
Vickers (angleško Vickers Gun) je mitraljez, ki so jo izdelovali od leta 1912 v angleškem istoimenskem orožarskem podjetju po katerem je dobila ime. Za časa prve svetovne vojne je bila standardna oborožitev angleških težkomitraljeških enot in je bila zaradi zanesljivosti zelo cenjeno orožje. Strojnica je zahtevala posadko šestih mož: strelec ali operater, podajalec traku z naboji in štirje za nošnjo dodatnega streliva.
Sam mitraljez je tehtal 11 - 13 kg, trinožnik 19 - 23 kg, poleg tega je imel 7,5 pint (4,62 l) hladilne vode. Zaboj z 250 kosov nabojev je bil težak 10 kg. Naboje je bilo treba ročno vstavljati v pasove iz blaga. 
Zaradi svoje zanesljivosti pri delovanju in solidne izdelave je bil zelo priljubljen pri vojakih. 
Ta mitraljez je potem, ko so ga leta 1916 opremili s sinhronizatorjem streljanja, postal standardna oborožitev britanskih in francoskih letal.

## Uporabniki
- Bolivija: V kalibru 7,65×53 belgijski[2]
- Kraljevina Italija: V kalibru 6,5×52 Carcano[3]
- Latvija: V kalibru .303 britanski[2]
- Nizozemska: Najprej so nizozemske strojnice uporabljale naboj 6,5×53 R Mannlicher, nato pa so jih predelali na naboj 7,92×57 R.
- Španija: V kalibru 7×57 Mauser.[2]
- Tajska: V kalibru 8×52 R tajski[2]
- Združeno kraljestvo: V kalibru .303 britanski
- Turčija[4]

- Slovenski partizani[5]